# Roncocreagris portugalensis
Roncocreagris portugalensis es una especie de arácnido del orden Pseudoscorpionida de la familia Neobisiidae.

## Distribución geográfica
Se encuentra en España y Portugal.